# Шербрук
Шербрук (на френски: Sherbrooke) е град в Югоизточен Квебек, Канада.
Намира се на около 150 километра от Монреал и на 50 км от границата със САЩ.
Градът е френскоговорещ и със своите 161 323 жители (по данни от 2016 г.) е 6-и по големина в провинцията след Монреал, Квебек, Лавал, Гатино и Лонгьой и първи в област Естри.